# Imperial Continental Gas Association
Imperial Continental Gas Association plc var ett ledande brittisk gasföretag som hade verksamhet i ett flertal städer i kontinentaleuropa. Företaget grundades i London år 1824 av Sir Moses Montefiore och några av dennes kollegor under namnet Imperial Continental Gas Association i syfte att tillhandahålla gas till olika europeiska länder.. Företaget var listat på London Stock Exchange och på FTSE 100 Index. 

## Historik
Under 1820-talet arbetade företaget bland annat med gasdistribution i Hannover och gaslyktor i Berlin.